# The Underground (série télévisée)
Pour les articles homonymes, voir Underground.
The Underground est une série télévisée américaine en dix épisodes de 30 minutes créée par Aries Spears, produite par Damon Wayans et diffusée du 14 septembre au 16 novembre 2006 sur Showtime.
Cette série est inédite dans les pays francophones.

## Distribution
- Damon Wayans
- Will Bowles
- Mikey Day
- Gabrielle Dennis
- Josh Flaum
- Vincent Oshana
- Edi Patterson (en)
- Aries Spears
- Damon Wayans Jr.